# AMANAT
AMANAT (kazakh: Аманат, Amanat, lit. ‘Compromís’), anteriorment conegut com Nur Otan (kazakh: Nur Otan, lit. ‘Pàtria radiant’) fins a 2022, és un partit polític d'arreplega del Kazakhstan. Ha estat el partit governant del país des de 1999, i en 2007 comptava amb més de 762.000 afiliats. El partit polític està dirigit per Ierlan Khoixanov des del 26 d'abril de 2022.

## Resultats electorals

### Legislatives
| Any  | Líder                | Vots      | %      | Escons  | +/– | Pos. | Govern       |
| ---- | -------------------- | --------- | ------ | ------- | --- | ---- | ------------ |
| 1999 | Nursultan Nazarbayev | 1,622,895 | 30.90% | 23 / 77 | Nou | 1r   | Minoria      |
| 2004 | Nursultan Nazarbayev | 5,621,436 | 60.60% | 42 / 77 | 19  | = 1r | Majoria      |
| 2007 | Nursultan Nazarbayev | 5,247,720 | 88.40% | 98 / 98 | 41  | = 1r | Supermajoria |
| 2012 | Nursultan Nazarbayev | 5,621,436 | 80.99% | 83 / 98 | 15  | = 1r | Supermajoria |
| 2016 | Nursultan Nazarbayev | 6,183,757 | 82.20% | 84 / 98 | 1   | = 1r | Supermajoria |
| 2021 | Nursultan Nazarbayev | 5,148,074 | 71.09% | 76 / 98 | 8   | = 1r | Supermajoria |
| 2023 | Erlan Qoşanov        | 3,431,510 | 53.90% | 62 / 98 | 14  | = 1r | Majoria      |